# Cono de la hélice

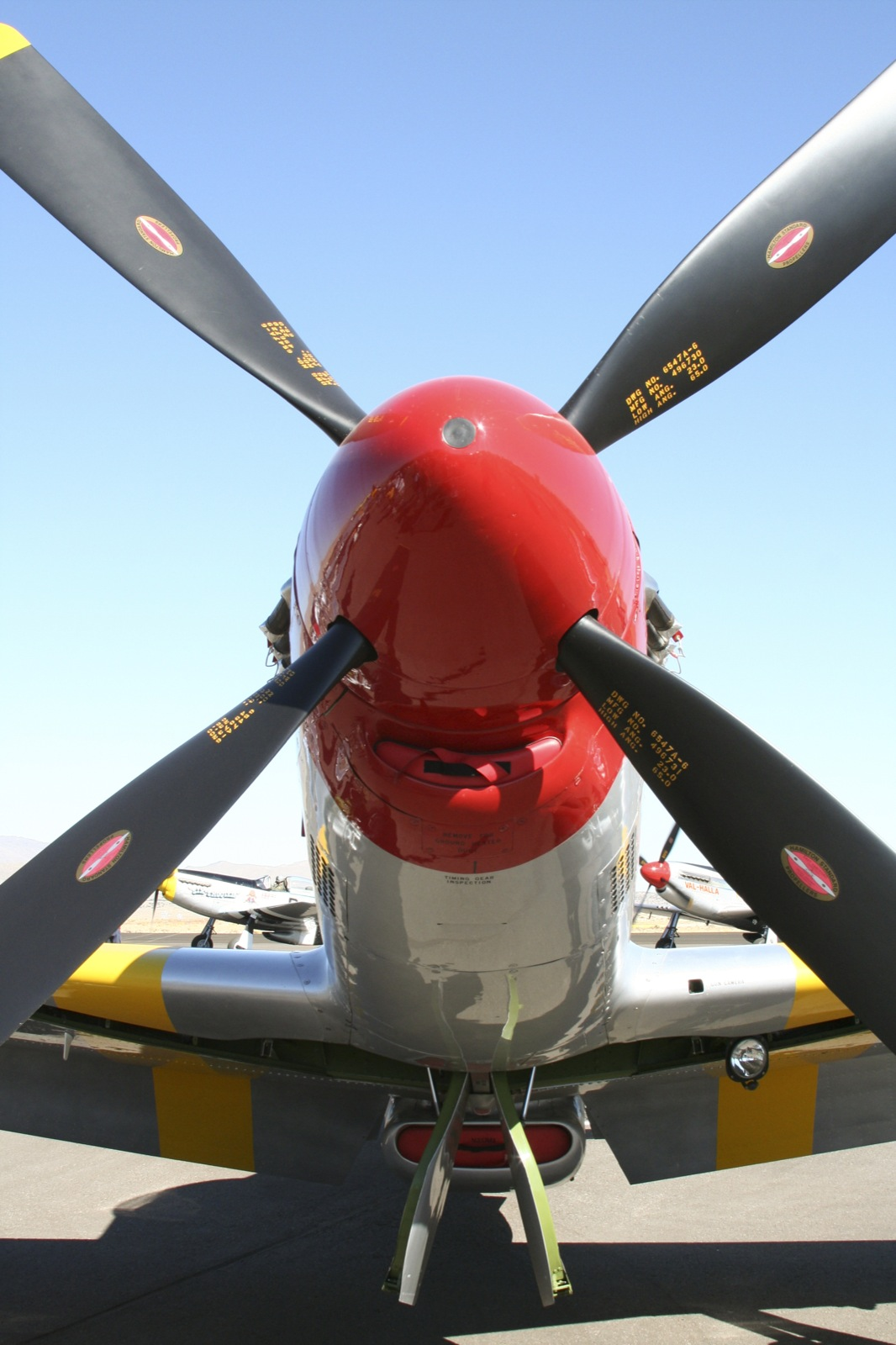
Mustang P-51 norteamericano, mostrando el gran cono que se ajusta sobre la hélice

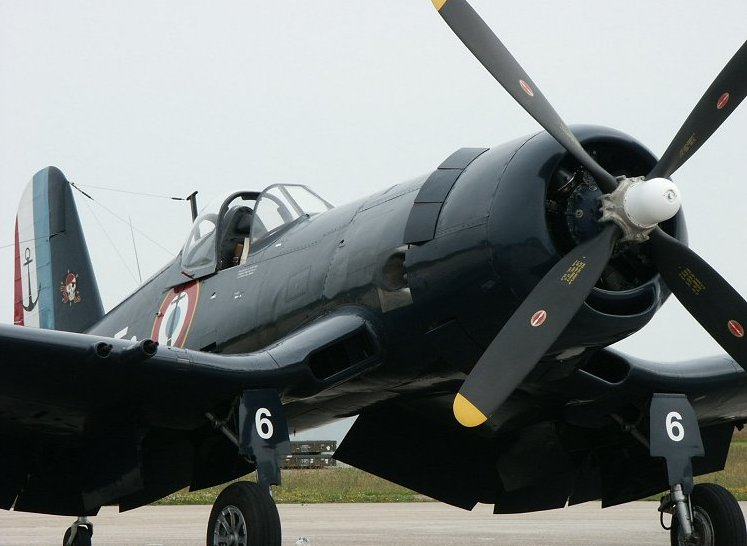
Cono tipo tapacubos de un caza Corsair

El cono de la hélice es un componente de una aeronave, un carenado aerodinámico instalado sobre el cubo de una hélice o en el centro de un turborreactor. Permite mejorar la aerodinámica de un avión, reduciendo su resistencia de arrastre y suavizando el flujo de aire para que circule de manera más eficiente. También desempeñan un papel estético en algunos diseños de aviones.

## Conos con motores de pistón
Los aviones propulsados por motores de pistones a menudo poseen conos con uno de los dos diseños básicos. El tipo de gran cono se ajusta sobre la hélice, mientras que el tipo tapacubos, más pequeño, está directamente unido a la hélice y solo cubre los pernos de montaje. 
El cono puede estar fabricado de aluminio o de fibra de vidrio. A menudo, se utilizan aleaciones de aluminio relativamente blandas, para reducir la tendencia del domo a agrietarse. Los primeros conos de fibra de vidrio, introducidos como kits para el mercado de aviones de construcción casera a principios de la década de 1990, presentaron inicialmente problemas de agrietamiento, pero los modelos más recientes han resuelto estos problemas y ahora funcionan tan bien como los de aluminio. 
El método normal de instalación de un cono de tipo grande en un avión ligero consiste en situar una placa trasera sobre el eje de transmisión del motor, luego la hélice, y finalnente la placa delantera del cono. La cúpula se monta sobre este conjunto y se asegura con tornillos a las placas posterior y frontal. Por lo general, se colocan pequeñas placas detrás de la hélice para llenar las ventanas del domo giratorio que dan paso a los ejes de las palas, y se aseguran nuevamente a la placa posterior con tornillos. Algunos diseños no incorporan la placa frontal, y no son adecuados para motores de gran potencia. 
La pérdida de un cono de hélice en pleno vuelo ha causado daños a los aviones, así como accidentes. Si se desprende parcialmente, puede provocar daños en el capó del motor, junto con un alto grado de vibración que se traduce en la necesidad de un apagado inmediato del motor y en un aterrizaje forzoso. En los casos en que el cono se ha desprendido por completo de la aeronave, a menudo impacta en el fuselaje o en el parabrisas, con resultados potencialmente catastróficos. 
Debido a su papel como componente giratorio y al riesgo de grietas y fallos debido a la vibración del motor, los conos requieren una inspección periódica, particularmente de la placa posterior y del domo. 

## Historia
Los primeros conos se instalaron en los aviones a principios de la década de 1910, originalmente para reducir la resistencia aerodinámica propia de los motores rotativos de gran diámetro de esa época. Se convirtieron en elementos destacados de los aviones de la Primera Guerra Mundial, como el caza monoplano francés Morane-Saulnier N, y su rival el Albatros DI (diseñado por Robert Thelen dentro de la serie D.V). En algunos casos, se descubrió que los conos bloqueaban el flujo de aire hacia el motor, causando sobrecalentamiento, un problema resuelto mediante un cuidadoso diseño aerodinámico.